# Schrumpfschlauch

Schrumpfschlauch (rot) als Schutz eines abgesetzten Kabels (Videosequenz)

Schrumpfschlauch ist ein thermoplastischer Schlauch, der sich unter Hitzeeinwirkung (zum Beispiel aus einem Heißluftgebläse) stark radial zusammenzieht. Schrumpfschläuche dienen zur Isolation, zum mechanischen Schutz oder zum Abdichten. Der Schrumpfschlauch wurde in den späten 1950er Jahren von Paul Cook vom kalifornischen Unternehmen Raychem Corporation erfunden.

## Herstellung
Für Schrumpfschläuche werden Thermoplaste verwendet. Der extrudierte Schlauch wird im warmen Zustand (Temperaturbereich ca. Extrusionstemperatur) aufgeweitet. Durch nachfolgendes Abkühlen wird die Dehnung sozusagen eingefroren – der aufgeweitete Durchmesser bleibt erhalten und damit Spannungen in den Netzbrücken auf molekularer Ebene. Bei erneutem Erwärmen kann sich der Schrumpfschlauch dann zurückorientieren.

## Material und Eigenschaften
Polyolefin ist der gebräuchlichste Werkstoff. Der Hauptvorteil ist die Einsatztemperatur von 125 bis 135 °C. Die Schrumpftemperatur beträgt 100 °C. Wesentlich billiger, jedoch nur bis etwa 105 °C einsetzbar sind Polyvinylchlorid-Schrumpfschläuche.
Besonders hohe Einsatztemperatur bis 260 °C wird mit PTFE-Schrumpfschlauch erzielt. Er hat allerdings eine Schrumpftemperatur von 327 °C.
Schrumpfschlauch ist flammhemmend erhältlich.
Produkte mit einer inneren Beschichtung mit Schmelzkleber werden auch als doppelwandig bezeichnet. Der Schmelzkleber füllt beim Erstarren alle Lücken im Inneren und sorgt für eine Abdichtung und Fixierung.

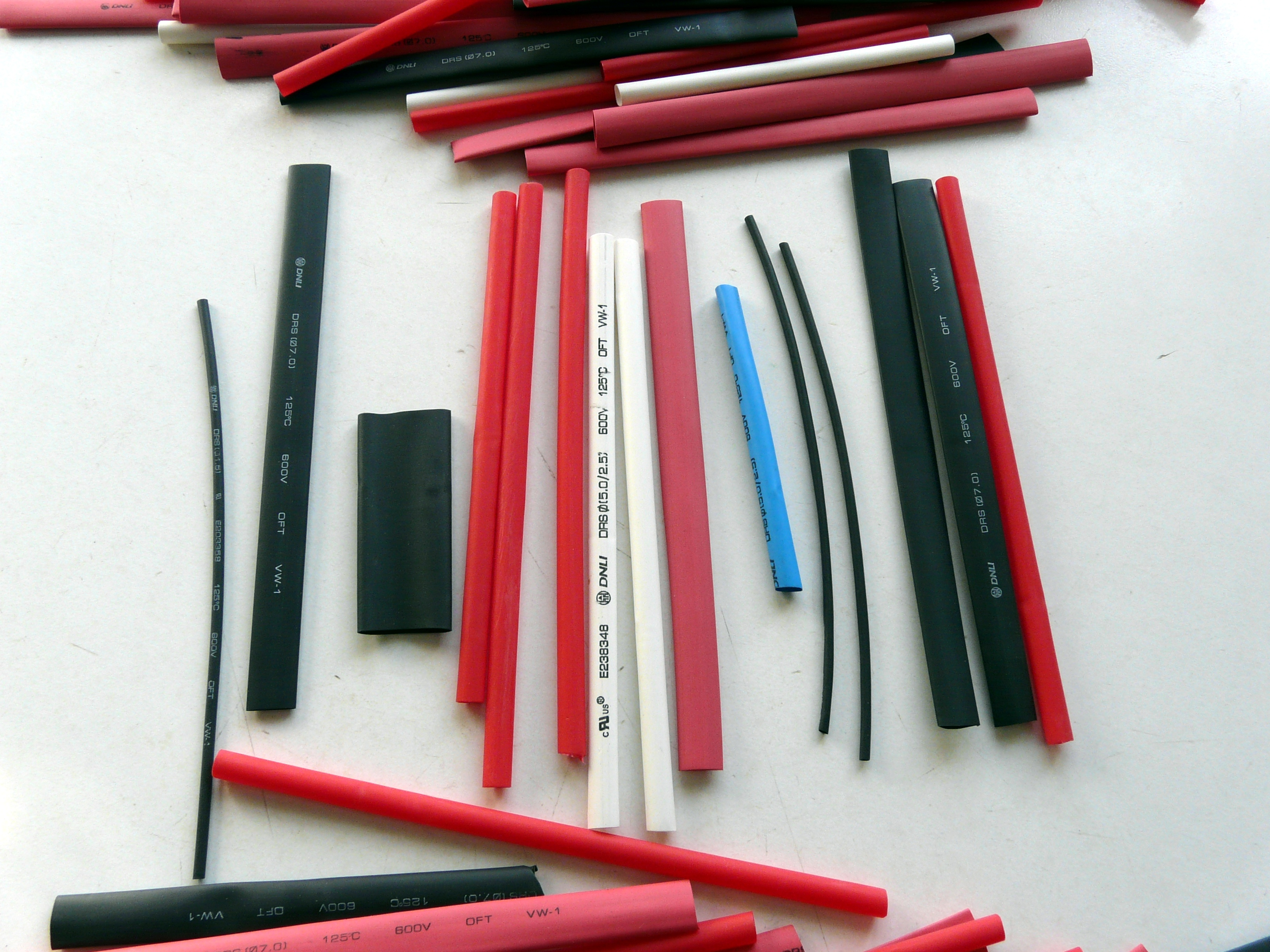
Verschiedene Schrumpfschläuche

Kennzeichnend für Schrumpfschläuche ist deren Schrumpfbereich, das Schrumpfverhältnis oder die Schrumpfrate, d. h. das Durchmesserverhältnis vor/nach dem Schrumpfen. Es beträgt je nach Produkt zwischen 2:1 und 6:1.
Der Innendurchmesser des ungeschrumpften Schlauches sollte etwa 25 % größer als der größte zu schützende Durchmesser sein.
Schrumpffolien, die häufig zum Fixieren von auf Paletten gestapelten Gütern oder Schachteln verwendet werden, können je nach Herstellungsverfahren uni- oder bidirektional schrumpfen, ziehen sich also bei Erhitzen nur längs oder außerdem quer zusammen.
Alternative Formen sind Schrumpfkappen, die an einer Seite bereits verschlossen sind, und Schrumpfaufteilkappen, die drei oder mehr Öffnungen haben.
Sogenannte Kaltschrumpfschläuche bestehen aus Elastomeren wie EPDM. Sie werden in gedehntem Zustand auf einer Stützwendel geliefert, die zur Montage entfernt wird.

## Einsatz

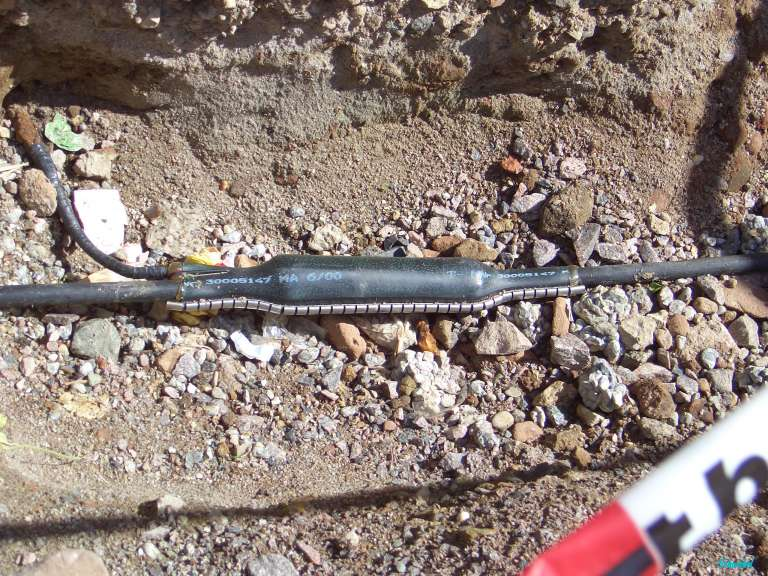
Schrumpfmuffe

- Isolation, Knickschutz, Schutz vor Verunreinigung
- Reparatur eines beschädigten Kabelmantels
- Verpackung von Stückgut
- Fixierung von Ferritringen (Mantelwellenfiltern) auf Kabeln
- Herstellung von Akkupacks: Die einzelnen, vorher durch Löt- oder Schweißverbindungen elektrisch kontaktierten Zellen werden zu einem Pack zusammengeschrumpft.

Schrumpfschlauch mit Innenkleber:
- Schutz von erdverlegten Kabeln mit Kabelreparaturmanschette (dickwandiger Schrumpfschlauch)
- Schutz vor Eindringen von Feuchtigkeit
- Schutz von terminierten Hochspannungskabeln gegen Teilentladungen
- Polsterung und Griffbereiche von Werkzeugen

## Auswahl verwendeter Kunststoffe
- Polyolefine
- Polyvinylidenfluorid (PVDF)
- Viton
- Polyvinylchlorid (PVC)
- Polytetrafluorethylen (PTFE, auch bekannt als Teflon)